# أكسيوبولي
أكسيوبولي (Αξιούπολη) هي مدينة في كيلكيس في مقاطعة فوريا إلادا في اليونان.
يبلغ عدد سكانها حوالي 3144 نسمة.